# Geert Hofstede
Geert Hofstede (ur. 2 października 1928 w Haarlemie, zm. 12 lutego 2020) – holenderski psycholog społeczny, badacz zależności między kulturą organizacyjną a kulturą narodową.

## Życiorys
Jego wykształcenie początkowo było związane z branżą techniczną (ukończył technikum oraz Uniwersytet Techniczny w Delfcie z tytułem magistra), jednak swoje socjologiczne sukcesy szlifował na Uniwersytecie w Maastricht i był jego profesorem.
Na podstawie badań przeprowadzonych na przełomie lat sześćdziesiątych i siedemdziesiątych XX wieku wśród pracowników koncernu IBM zatrudnionych w kilkudziesięciu krajach Hofstede wykazał, że pewne wzorce myślenia, odczuwania i zachowania, które odróżniają członków jednej organizacji od drugiej (kultura organizacyjna), są charakterystyczne dla przedstawicieli danego narodu. Hofstede wyróżnił następujące wymiary kultur narodowych:
- Dystans władzy (Power Distance Index – PDI) – określa relacje między przełożonymi i podwładnymi oraz między władzą a obywatelem. Określa również stopień akceptacji dla nierówności społecznych, skłonność przełożonych do konsultacji z podwładnymi, czyli stopień autorytarności władzy, oraz oczekiwany stopień posłuszeństwa wobec rodziców, przełożonych i władzy.
- Kolektywizm i indywidualizm (Individualism – IDV) – wyznacza proporcje między wagą przykładaną do dobra jednostki i grupy. Większość społeczeństw jest społeczeństwami kolektywistycznymi, w których pozycję jednostki wyznacza przynależność do grupy. Grupa popiera swoich członków w zamian za co oni pozostają lojalni wobec grupy. W nielicznych społeczeństwach indywidualistycznych pozycję jednostki wyznaczają jej własne przymioty. Od ludzi oczekuje się niezależności i samodzielności. Kolektywizm często (choć nie zawsze) jest częściowo skorelowany z dystansem władzy.
- Męskość i kobiecość (Masculinity – MAS) – ten szczególny wymiar wskazuje na zróżnicowanie ról poszczególnych płci. W każdej kulturze role kobiece to dbanie o sferę uczuć i zachowanie harmonii, a role męskie to asertywność i „przebojowość”. Jednak w kulturach kobiecych zachowania obu płci są podobne i zbliżają się do bieguna kobiecego, podczas gdy w kulturach męskich jest większe zróżnicowanie między rolami przypisywanymi płciom. Jednocześnie zachowania obu płci są bliższe bieguna męskiego niż w kulturach kobiecych. Aspekt ten nie wpływa znacząco na liczbę kobiet robiących karierę zawodową. Choć w kulturach kobiecych jest mniej barier utrudniających kobiecie robienie kariery, to kobiety na ogół nie odczuwają takiej potrzeby. Z kolei w kulturach męskich, choć kobiecie trudniej jest osiągnąć sukces zawodowy, to jednocześnie kobiety wykazują więcej męskich cech, pomocnych przy przełamywaniu barier.
- Unikanie niepewności (Uncertainty Avoidance Index – UAI) – Hofstede pisze, że „unikanie niepewności możemy (...) zdefiniować jako stopień zagrożenia odczuwany przez członków danej kultury w obliczu sytuacji nowych, nieznanych, lub niepewnych.” Innymi słowy określa ono stopień w jakim są oni skłonni zaakceptować nieprzewidywalność stosunków społecznych i niepewność przyszłości. Wysokie UAI związane jest też m.in. z wysokim poziomem niepokoju, publicznym okazywaniem emocji oraz wysokim spożyciem alkoholu.
- Orientacja długoterminowa (Long Term Orientation – LTO) – wymiar ten nie został wyodrębniony w badaniach IBM przeprowadzonych przez Hofstedego. Odkrył go dopiero Michael Bond w badaniu celowo unikającym wpływów zachodnich. W efekcie uzyskał cztery wymiary kultury, z których trzy pokrywały się z wymiarami Hofstedego. W wynikach jego badań nie znalazło się unikanie niepewności, zamiast tego wykryto kolejny wymiar, nazwany dynamizmem konfucjańskim, ponieważ wartości z OBU jego biegunów znalazły się w myślach Konfucjusza. W wymiarze tym chodzi przede wszystkim o rozróżnienie między długo- i krótkoterminowym nastawieniem w życiu. Orientacja długoterminowa skupia się na przyszłości, a krótkoterminowa na teraźniejszości i przeszłości. Orientacja długoterminowa: – wytrwałość – kształtowanie relacji według statusu – zapobiegliwość – poczucie wstydu. Orientacja krótkoterminowa: – ustatkowanie i równowaga – zachowanie „twarzy” – poszanowanie tradycji – odwzajemnianie pozdrowień, przysług i prezentów.
- Pobłażanie (Indulgence) – określa stopień w jakim społeczeństwo przyzwala jednostkom na uleganie swoim popędom i impulsom. Kontrola lub przyzwolenie wpajane są we wczesnym wychowaniu. Kultury w których folguje się swoim naturalnym odruchom i pozwala na odczuwanie przyjemności nazywamy Pobłażliwymi (Indulgent). Natomiast kultury stawiające na dyscyplinę, gdzie przyjemność obarczona jest poczuciem winy i należy na nią zasłużyć to kultury Powściągliwe lub Tłumiące (Restrained).

Definicje sporządzono na podstawie książki G. Hofstede „Kultury i organizacje” Warszawa: 2000
Szacunkowe wartości wymiarów dla Polski:
PDI: 68
IDV: 60
MAS: 64
UAI: 93.

## Życie prywatne
Był żonaty i miał czterech synów oraz dziesięcioro wnucząt.

## Tłumaczenia prac na język polski
- Kultury i organizacje. Zaprogramowanie umysłu, tłum. Małgorzata Durska, Warszawa, wyd. I 2000 (wyd. II zm. 2007), Polskie Wydawnictwo Ekonomiczne, s. 384, ISBN 83-208-1282-8 (Cultures and Organizations. Software of the Mind 1997)